# Duke Nukem (personaggio)
(Duke Nukem, in Duke Nukem 3D.)
Duke Nukem è il protagonista di una serie di videogiochi, creato da Todd Replogle, George Broussard, Allen Blum e Scott Miller della Apogee Software. A partire dal terzo e più celebre capitolo della saga, Duke Nukem 3D, è doppiato da Jon St. John.

## Caratteristiche
È un eroe volutamente stereotipato: muscoloso e ottuso, tratta le donne come oggetti ed è sempre pronto a prendere in giro i suoi amici. Può essere considerato un mix fra diversi personaggi immaginari: in particolare esistono molti punti in comune con Ash Williams, da cui derivano alcune frasi pronunciate, ma è possibile trovare elementi comuni anche in altri personaggi interpretati da attori come Kurt Russel (1997: Fuga da New York, Fuga da Los Angeles, Grosso guaio a Chinatown), Arnold Schwarzenegger (Commando, Predator, Last Action Hero - L'ultimo grande eroe, Terminator) e Roddy Piper (Essi vivono).
Duke Nukem incarna la tipica immagine stereotipata dell'eroe fuori dagli schemi: capelli a spazzola biondo ossigenato, muscoli sproporzionati, guanti a mezze dita di pelle nera e rossa con il simbolo della radioattività sul dorso delle mani, una canottiera rossa con delle cartucce pesanti sulle spalle e un paio di comuni jeans. Ama fumare i sigari e passare la maggior parte del tempo negli strip club - o a casa sua, solo se circondato da donne. Il suo comportamento è tipico: narcisistico, volgare, iperviolento, cinico, sarcastico, menefreghista, donnaiolo. Duke combatte contro gli alieni che minacciano la Terra, grazie a una vasta gamma di armi letali e altamente tecnologiche. Non perde mai l'occasione di deridere i suoi avversari dopo averli uccisi.
Duke ha abilità quasi sovrumane e si deduce, dai dipinti, poster e trofei presenti in casa sua, che è un abile pescatore di squali, ha scalato l'Everest, è stato astronauta, è campione di Full contact karate, è campione di Body Building, è un attore ed inoltre è un abile giocatore di Poker. Ha fatto pubblicità a case farmaceutiche produttrici di steroidi.

## Principali nemici
- Dr. Proton
- Molock The Gatekeeper
- Silverback
- I Rigelatins
- Mech Morphix
- Imperatore Cycloid
- Regina Aliena
- Imperatrice Aliena
- Inceneritore Cycloid

## Videogiochi
Duke Nukem è protagonista di numerosi titoli ma la serie originale è attualmente composta da quattro episodi, di cui il quarto, Duke Nukem Forever, dopo 12 anni di promesse, attese e cancellazioni è stato portato sui nostri schermi da 2K Games e Gearbox Software il 10 giugno 2011. Tutti gli altri sono spin-off, distribuiti da 3D Realms ma prodotti su licenza da altri team.

### Computer
- Duke Nukem - 1991
- Duke Nukem II - 1993
- Duke Nukem 3D - 1996
- Duke Nukem: Manhattan Project - 2002
- Duke Nukem Forever - 2011

### Console
- Duke Nukem: Total Meltdown - 1997 - PlayStation
- Duke Nukem 64 - 1997 - Nintendo 64
- Duke Nukem: Time to Kill - 1998 - PlayStation
- Duke Nukem: Zero Hour - 1999 - Nintendo 64
- Duke Nukem: Land of the Babes - 2000 - PlayStation
- Duke Nukem Forever - 2011 - PlayStation 3, Xbox 360

### Portatili
- Duke Nukem - 1999 - Game Boy Color
- Duke Nukem Advance - 2002 - Game Boy Advance
- Duke Nukem Mobile - 2004 - Tapwave Zodiac, telefoni cellulari
- Duke Nukem Mobile II: Bikini Project - 2005 - telefoni cellulari
- Duke Nukem: Critical Mass - 2009 - Nintendo DS

### Apparizioni
Duke Nukem ha fatto delle apparizioni in giochi prodotti o in qualche modo correlati con Apogee/3D Realms o Gearbox:
- Cosmo's Cosmic Adventure - in una stanza segreta.
- Death Rally - come concorrente del torneo.
- Balls of Steel - c'è una tavola dedicata a lui.
- Blood - in una stanza segreta, morto e appeso ad una catena.
- Serious Sam II - il suo scheletro appeso a un albero
- Choplifter HD - bloccato nel deserto come i civili da salvare, ma manda via il pilota senza entrare nell'elicottero
- Duke Nukem's Bulletstorm Tour - modalità della versione rimasterizzata di Bulletstorm che sostituisce il protagonista originale con Duke Nukem

In questi giochi il nome Duke Nukem compare nella tabella degli high-score:
- Crystal Caves
- Paganitzu
- Realms of Chaos
- Stargunner

## Merchandising
Duke Nukem è apparso in diversi articoli di merchandising, tra i quali:
- prodotti come tappetini per mouse, sottobicchieri e portachiavi
- una linea di action figure, prodotta da Resaurus[1]
- una statua in porcellana prodotta in edizione limitata e numerata da Clayburn Moore Creations
- un cd audio, intitolato Duke Nukem: Music to Score By del 1999
- un'action figure prodotta da NECA e modellata sul suo aspetto in Duke Nukem Forever